# Zhongli
Zhongli (en chino: 钟离, pinyin: Zhōnglí) es un personaje ficticio del videojuego Genshin Impact, creado por MiHoYo. A primera vista, es un enigmático asesor de la «Funeraria El Camino» en la nación ficticia de Liyue, donde demuestra su vasta experiencia en temas funerarios y en la organización de ceremonias. Sin embargo, su verdadera identidad es la de Morax, el antiguo gobernante supremo de Liyue y uno de los dioses que supervisan las siete naciones del juego.
Su nombre proviene de Zhongli Quan, uno de los ocho inmortales taoístas. Su atuendo combina un esmoquin occidental elegante con una túnica tradicional china, que está decorada con escamas de dragón y plumas de fénix, así como nudos chinos, que representan su transición de emperador a ermitaño. Su carácter serio y solemne se refleja en la paleta de colores. En cuanto a su voz, en chino es interpretada por Peng Bo, en japonés por Tomoaki Maeno, en inglés por Keith Silverstein y en coreano por Pyo Yong-jae.
La crítica ha elogiado la representación de Zhongli en el juego y su riqueza cultural. Sin embargo, al principio, recibió críticas debido a su ineficiente desempeño en las batallas. Tras las modificaciones realizadas por los desarrolladores, su recepción mejoró significativamente, lo que fortaleció su popularidad entre los jugadores.

## Creación
Zhongli debutó como personaje no jugable en la versión 1.0 de Genshin Impact, titulada «Una nueva estrella en ascenso», y aparece en el primer capítulo de la historia principal, en el segundo acto, «Adiós, amo perfeccionado». MiHoYo anunció que Zhongli se convertiría en un personaje jugable en el tráiler anticipado de la versión 1.1 del juego. Posteriormente, el 23 de noviembre de 2020, lanzaron su tráiler de presentación, seguido el 30 de noviembre por un vídeo titulado «Un buen oyente», donde se exhibieron sus habilidades de combate.
Zhongli fue finalmente añadido como personaje jugable en la versión 1.1, «Una nueva estrella en ascenso», junto con su arma exclusiva, «Lanza Perforanubes». Además, MiHoYo lanzó las misiones legendarias de Zhongli, que incluyen «Historia Antiqua, Acto I: Sal Flore» y «Más que una simple piedra».

### Diseño
Según el equipo de diseño de la producción, Zhongli era un asesor de la «Funeraria El Camino» en Liyue, experto en diversos asuntos de la región. En el juego, se presenta como un personaje erudito y de porte elegante, con cualidades como bondad, caballerosidad y humildad, y tiene conexiones con altos funcionarios de Liyue. Al final del tercer acto del primer capítulo de la historia principal, titulado «Una nueva estrella en ascenso», se revela su verdadera identidad como el dios que gobierna Liyue desde las sombras, conocido como el Dios de la Roca, Morax. Su nombre, Zhongli, proviene de Zhongli Quan, uno de los ocho inmortales del taoísmo, mientras que Morax se inspira en uno de los setenta y dos demonios de La llave menor de Salomón.
En cuanto al diseño del personaje, Zhongli es representado como el dios de Liyue, con una figura esbelta y atractiva de un hombre adulto. Posee cejas ligeramente fruncidas, cabello negro que se desvanece a naranja, un rostro anguloso y ojos ámbar, lo que acentúa su porte imperial. Su vestimenta fusiona la elegancia de un esmoquin occidental con la sofisticación de una túnica china, creando un estilo «sinérgico» que evoca un aire de refinamiento y erudición. Su abrigo está adornado con patrones de escamas de dragón y plumas de fénix, que simbolizan el antiguo poder imperial chino, junto con decoraciones de nudos chinos y patrones auspiciosos, reflejando su transformación de emperador a ermitaño.
La paleta de colores de su vestimenta se centra en tonos oscuros como el negro y el marrón, lo que le otorga una sensación de seriedad y dignidad. La parte trasera de su atuendo utiliza colores más claros y patrones transformados, mientras que el diseño en su cintura simboliza la «riqueza interminable», aportando al personaje un aire de nobleza sin perder su dinamismo.

### Actores de voz
La voz de Zhongli en chino es interpretada por Peng Bo, quien también da vida a Sigfried Kaslana en Honkai Impact 3rd y es uno de los directores de doblaje de Genshin Impact. En japonés, el personaje es interpretado por Tomoaki Maeno, quien desde el 30 de noviembre de 2021 es el presentador permanente del programa oficial de radio Teyvat Broadcasting Station. En una entrevista, Maeno compartió que al realizar su primera audición, ya se le había informado que sería la voz de Zhongli desde la fase de diseño del personaje. Maeno mencionó que su interpretación inicial de Zhongli era más seria y algo rígida, pero que detalles como olvidar su billetera en el juego ayudaron a resaltar un lado más entrañable del personaje. A medida que avanza la historia, los jugadores pueden descubrir la faceta comprensiva de Zhongli, lo que crea una conexión más cercana y humana, más allá de su imagen divina. Uno de los principales desafíos al darle voz a Zhongli fue equilibrar su divinidad con su humanidad. Además, la utilización de expresiones arcaicas y un vocabulario complejo en chino antiguo presentó otro reto, lo que le permitió aprender y crecer durante el proceso de grabación. La voz de Zhongli en inglés es interpretada por Keith Silverstein, y en coreano por Byeon Yong-jae.

## Historia
Zhongli es un misterioso asesor de la «Funeraria El Camino», que se encarga de los servicios funerarios en Liyue y tiene un gran entendimiento sobre los rituales de despedida. Además, es amigo de Tartaglia, el undécimo Heraldo de los Fatui. Aunque no tiene dinero, gasta de manera generosa, acumulando deudas a nombre de la funeraria o de Tartaglia, lo que genera algo de inquietud entre ellos.
Durante la estancia del viajero en Liyue, se entera de la muerte del Arconte de Geo y, al ser un forastero, las autoridades locales, incluidas las Siete Estrellas de Liyue, lo ven como un posible culpable. Tartaglia interviene para ayudar al viajero a escapar de la persecución y le sugiere que busque justicia con la ayuda de los adeptus de Liyue. Más tarde, lo presenta a Zhongli, quien se ofrece a guiar al viajero en su conexión con el arconte fallecido. Zhongli invita al viajero a participar en el funeral, donde logra disipar las dudas sobre un posible asesinato, solo para descubrir que se ha convertido en una pieza clave en el juego de Tartaglia, lo que provoca un conflicto entre los inmortales y las autoridades de Liyue.
El viajero se dirige a la Casa Dorada con la intención de detener a Tartaglia. Al darse cuenta de que el cuerpo del arconte no tiene el «Corazón de Dios», Tartaglia comprende que el arconte en realidad no ha muerto y decide invocar al antiguo dios demonio Osial, que había sido sellado por el Arconte de Geo, para forzar su aparición. Junto a los inmortales, las Siete Estrellas y las autoridades de Liyue, el viajero logra vencer a Osial, pero el arconte sigue sin aparecer. Más tarde, al buscar a Zhongli, el viajero se entera de que su verdadera identidad es, en realidad, el propio Arconte de Geo. Este había simulado su muerte para transferir el poder al pueblo de Liyue, llegando a un acuerdo con Snezhnaya y entregando el Corazón de Dios.

### Habilidades
Zhongli es un personaje que maneja una lanza y es del elemento Geo. Su habilidad elemental tiene dos formas: la primera invoca una estructura geo llamada «Cresta de piedra», que lanza ondas de choque contra los enemigos y potencia otros objetos geo cercanos; la segunda destruye objetos geo en un área, creando un escudo que protege a los personajes y debilita a los enemigos alrededor. Su habilidad definitiva consiste en hacer caer un meteorito del cielo que petrifica a los enemigos.

## Recepción
Zhongli, como el dios de Liyue, ha capturado la atención de los jugadores desde su primera aparición en el juego. En julio de 2023, el medio japonés Netorabo llevó a cabo una votación para determinar «el personaje favorito de los jugadores en Genshin Impact», donde Zhongli ocupó el segundo lugar junto a Xiao, solo superado por Scaramouche. Su tráiler, alcanzó casi 83 millones de reproducciones en Bilibili y YouTube para septiembre de 2023. One Esports destacó que cada vez que miHoYo lanza un nuevo tráiler de personaje, los jugadores suelen compararlo con el suyo, lo que se ha convertido en una tradición. El día de su cumpleaños a finales de 2021, términos como «Zhongli» dominaron las tendencias en Twitter, con jugadores creando ilustraciones y disfraces para expresar su aprecio por él. A finales de 2022, en su cumpleaños, el hashtag «#ZhongliBirthdayFestival2022» volvió a figurar entre las tendencias en varios países, mientras que jugadores de todo el mundo enviaban mensajes de cumpleaños a Zhongli. Según Sensor Tower, al momento de su lanzamiento, Zhongli generó un récord de ingresos de 15.5 millones de dólares, y su banner junto a Ganyu es uno de los más rentables del juego.
El diseño del personaje de Zhongli ha recibido buenas críticas general. En su análisis, Jessica Clark-Dillon de TheGamer compara su diseño con otros personajes, señalando que su apariencia —con un lujoso traje marrón y elegantes accesorios— destaca su aura distintiva. Además, su vestimenta fusiona de manera ingeniosa las culturas oriental y occidental, combinando el estilo frac con símbolos tradicionales chinos, lo que refleja su personalidad tanto seria como alegre. Wang Qingshuang, en un artículo para Dazhong Wenyi, destaca que Zhongli irradia una notable aura imperial y una belleza artística. Señala que su postura fuera de combate muestra un estilo relajado pero sereno, como al cruzar los brazos sobre el pecho o al reposar la barbilla en la mano. Estos sutiles detalles combinan elegantemente la calma ante el peligro con una presencia imperial. En cuanto a sus movimientos de combate, Wang opina que son tanto precisos como contundentes. La fluidez dinámica de su vestimenta crea un efecto visual que recuerda al fluir del agua, lo que no solo resalta su destreza marcial, sino que también revela su faceta artística.
Guan Lihua y otros críticos, en un artículo publicado para los Estudios de Comunicación Intercultural, analizan cómo el personaje de Zhongli ha suscitado un amplio interés y discusión fuera de China. Los jugadores internacionales han expresado una profunda admiración por su imagen elegante y culturalmente rica. Su diseño y comportamiento no solo evocan la esencia de la cultura tradicional china, sino que también integran elementos de la cultura occidental, lo que convierte a Zhongli en un personaje que capta la atención de los jugadores en todo el mundo. La editora de Kotaku, Jiang Siqi, cita comentarios de jugadores que consideran que Zhongli, como símbolo de la imagen china en el juego, ha brindado a algunos estadounidenses de origen chino un sentido de pertenencia cultural. Además, el estudio de Guan Lihua y su equipo resalta que la imagen refinada del personaje contrasta notablemente con la representación típica de hombres fuertes en los videojuegos, lo que despierta el interés de los jugadores internacionales. Algunos incluso opinan que el diseño del personaje «difumina las diferencias de género». Más allá de su apariencia, la erudición de Zhongli, su espíritu de compromiso y su profunda conexión con su patria también han ganado la admiración de los jugadores. Su conocimiento, su elegancia en las interacciones y los detalles de su estilo de vida son vistos como la encarnación del «caballero chino perfecto». Los jugadores están especialmente impresionados por su lealtad a los contratos, ya que su comportamiento y palabras demuestran un gran respeto por los compromisos. Su patriotismo hacia Liyue y su preocupación por el bienestar de su gente han moldeado en los jugadores la imagen de un «padre indulgente» y un «líder sabio».
Sin embargo, Jiang critica la localización del doblaje en inglés de Genshin Impact, señalando que la voz en inglés de Zhongli crea una imagen radicalmente diferente a la presentada en la versión en chino. Mientras que el doblaje en chino retrata a Zhongli como un padre cariñoso y comprensivo, el de inglés lo muestra como rudo y serio. Jiang considera que esta diferencia en la dirección del doblaje contribuyó a la controversia de enero de 2021 sobre la acusación de que «Zhongli intimida a Xiao». Ella argumenta que esta «exageración de la masculinidad» en los personajes puede haber sido una estrategia para atraer al mercado angloparlante, pero que resulta obsoleta y poco atractiva.